# Boldești (okręg Prahova)
Boldești – wieś w Rumunii, w okręgu Prahova, w gminie Boldești-Gradiștea. W 2011 roku liczyła 895 
mieszkańców.